# Lendzianok
A lendzianok vagy lendzsanok (lengyelül: lędzianie) nyugati szláv törzs voltak az i. e. 1. évezred második felében. Nevük ószláv nyelven az irtványföldek lakóját jelenti.
Bíborbanszületett Konstantin mint lenzeneket említi őket, akik Kijevnek adóztak. A korábban még Etelközben élő magyaroknak ők voltak a nyugati szomszédai, azaz a legkeletibbek a későbbi lengyelek törzsei közül, ezért a lengyeleket a magyarok erről a törzsről nevezték el.